# ريكو واشنطن
ريكو واشنطن (بالإنجليزية: Rico Washington)‏ هو لاعب كرة قاعدة أمريكي، ولد في 30 مايو 1978 في ميلدغفيل في الولايات المتحدة.

## وصلات خارجية
- ريكو واشنطن على موقع دوري كرة القاعدة الرئيسي (الإنجليزية)
- ريكو واشنطن على موقعبيزبول رفرنس.كوم (الدوري الرئيسي) (الإنجليزية)
- ريكو واشنطن على موقعبيزبول رفرنس.كوم (الدوري الثانوي) (الإنجليزية)
- ريكو واشنطن على موقع إي إس بي إن.كوم (أم.أل.بي) (الإنجليزية)
- ريكو واشنطن على موقع مشجعي الرسوم البيانية (الإنجليزية)